# راسل ای. ترین
راسل ای. ترین (انگلیسی: Russell E. Train; ۴ ژوئن ۱۹۲۰ – ۱۷ سپتامبر ۲۰۱۲) سیاست‌مدار اهل ایالات متحده آمریکا بود.
وی همچنین برندهٔ جوایزی همچون نشان افتخار آزادی رئیس‌جمهوری شده‌است.